# Robinson Mk IIIC
Der Robinson MK IIIC war ein Prototyp, der 2002 bei Sportwagenrennen zum Einsatz kam.

## Entwicklungsgeschichte und Technik
Der Robinson Mk IIIC war ein Ableger des Riley & Scott Mk IIIC. Als der Mk IIIC im Jahr 2001 auf den Markt kam, gehörte Robinson Racing zu den ersten Kunden. Chassis Nr. 001 hatte ein Judd-Triebwerk und nahm an der Rolex Sports Car Series teil. Das Auto kam nach einem früheren Testunfall erst beim Saisonfinale zum Einsatz. Das Team war mit der Leistung des Mk IIIC nicht zufrieden und begann in der Nebensaison mit Änderungen am Design des Mk IIIC. Der Automobildesigner John Mills wurde von Robinson Racing beauftragt, die Aerodynamik des Teamautos zu verbessern.
Als Teil von Mills‘ Design wurde die Frontpartie des Wagens durch eine völlig neue Karosserie ersetzt, um zwei Probleme zu lösen. Der vordere Kühler wurde entfernt und die Karosserie geöffnet, um zwei breite Kanäle auf beiden Seiten einer flachen Nase zu ermöglichen. Diese Kanäle leiteten Kühlluft in die Seiten des Wagens, wo nun neue Kühler untergebracht waren. Dadurch konnte das Auto nicht nur schneller auf gerader Strecke fahren, sondern auch die Kühlleistung der Kühler verbessert werden. Auch das Heck des Wagens erhielt Designänderungen, vor allem die Verlegung der Abgasanlage. Anstatt aus dem Heck des Wagens auszutreten, wurde der Auspuff nun vertikal aus Türmen ausgestoßen, die an der Vorderseite der hinteren Radkästen angebracht waren.

## Renngeschichte
Der Mk IIIC von Robinson Racing debütierte 2002 bei den 24 Stunden von Daytona, kam aber aufgrund von Getriebeproblemen nicht ins Ziel. Das Auto nahm in dieser Saison an drei weiteren Veranstaltungen teil und erreichte als bestes Ergebnis zweimal den dritten Platz. Nach 2002 nahm die SRP-Klasse nicht mehr an der Rolex Sports Car Series teil und Robinsons Mk IIIC wurde aus dem Wettbewerb ausgeschieden. Der modifizierte Mk IIIC von Robinson Racing wurde immer wieder gefahren und nahm an mehreren historischen Rennveranstaltungen teil. Das Auto fuhr dabei mit einem größeren 5,0-Liter-Judd GV5 anstelle des älteren GV4.